# Кубильо, Антонио
Антонио де Леон Кубильо Феррейра (исп. Antonio de León Cubillo Ferreira, 3 июня 1930 года, Сан-Кристобаль-де-ла-Лагуна — 10 декабря 2012 года, Санта-Крус-де-Тенерифе) — испанский политический деятель, террорист, основатель и лидер Движения за автономию и независимость Канарского архипелага.

## Биография
Родился 3 июня 1930 года в Сан-Кристобале-де-ла-Лагуне в семье учителя. В детстве переехал в Икод-де-лос-Винос. В 1956 году стал адвокатом по уголовным делам, окончив юридический факультет Университета Ла-Лагуна.
В 1959 году стал соучредителем организации «Канарская свобода». Большинство членов организации впоследствии арестовали, но Кубильо избежал ареста. Он встретился с Сантьяго Каррильо, генеральным секретарём КПИ, чтобы обсудить вопросы о создании Коммунистической партии Канарских островов, независимой от КПИ. Каррильо был против, и Кубильо дистанцировался от коммунистов.
В 1963 году основал Движение за автономию и независимость Канарского архипелага. В то время он был в изгнании в Алжире, скрываясь от режима Франко. В конце 1970-х годов стал вести борьбу за независимость архипелага от Испании. В апреле 1978 года стал инвалидом после покушения на его жизнь, устроенного испанской спецслужбой. После покушения был вынужден передвигаться с помощью костылей. Его движение прекратило существование в 1982 году, так как Канары получили статус автономии. Кубильо получил королевское помилование и смог вернуться в Испанию. В 1986 году он основал новую партию — Национальный канарский конгресс. Партия не пользовалась популярностью, она имела некоторое представительство в органах власти только на острове Лансароте.
В 2003 году Верховный суд Испании обязал министерство внутренних дел выплатить компенсацию в 150 тысяч евро за покушение на Антонио Кубильо. В 2011 году вышел документальный фильм под названием «Кубильо: история о государственном преступлении», который был показан по национальному телевидению.
В 2007 году в газете El Dia был опубликован проект конституции Федеративной Республики Канария, в которой наравне с испанским языком, официальными стали бы берберский, тамазигхт, арабский и французский, который будет преподаваться в университетах. Была бы введена воинская обязанность от 17 лет для мужчин и женщин, была бы создана регулярная армия — Вооружённые силы гуанчей. Государственная валюта имела бы название «африко».
В 2012 году, незадолго до своей смерти, выразил желание совершить акции против вуэльты, как ранее в 1988 году.
Основным заявлением Кубильо всегда было то, что Канарские острова с более высоким уровнем автономии могли бы сохранить и производить больше ресурсов. Он утверждал, что это ресурсы в сфере туризма, рыболовства, судоходства, добычи нефти. Движение, которое он основал и возглавил, не получило поддержки среди населения из-за своих силовых методов борьбы.
Умер утром 10 декабря 2012 года в своём доме в Санта-Крус-де-Тенерифе в возрасте 82 лет из-за проблем со здоровьем.

## Личная жизнь
Антонио Кубильо был женат, имел троих детей .